# 小行星7478
小行星7478（英語：7478 Hasse）是一颗围绕太阳公转的小行星。1993年7月20日，艾瑞克·怀特·埃尔斯特在拉西拉天文台发现了此天体。
这颗小行星的绝对星等为220.93238等。